# Abdelaziz Barrada
Abdelaziz Barrada (Provins, 19 giugno 1989 – Parigi, 24 ottobre 2024) è stato un calciatore francese naturalizzato marocchino, di ruolo centrocampista.

## Biografia
La famiglia Barrada lascia il Marocco per trasferirsi alle porte di Parigi quando il calciatore nasce il 19 giugno 1989 a Provins, cittadina della Seine-et-Marne. È deceduto prematuramente il 24 ottobre 2024 in Francia, a 35 anni a seguito di un infarto.

## Carriera

### Club
Inizia a giocare nella squadra locale in cui resta fino ai dodici anni, per poi passare all'US Sénart-Moissy di Moissy-Cramayel. Tra i tredici e i diciassette anni non si contano i provini senza esito che tenta qua e là: Lille, Rennes, Auxerre, Troyes, Strasbourg, sempre respinto perché ritenuto non idoneo fisicamente. Così decide di rimanere nel club dov'è cresciuto, ad eccezione di un'unica stagione giocata nelle file di un altro club della periferia parigina, il Brétigny per poi militare in tutte le categorie giovanili del Sénart-Moissy. La prima svolta arriva nel gennaio 2007 grazie a Daniel Zehringer, l'allenatore della prima squadra, che decide di aggregarlo appena diciassettenne al suo gruppo in occasione della delicata trasferta sul campo del Concarneau. Entra in campo nella ripresa e segna il gol che decide la sfida diventando, in breve tempo, il beniamino di tifosi e compagni di squadra. Nel 2007 viene acquistato dal Paris Saint-Germain, dopo aver battuto proprio la squadra di Parigi con un suo gol decisivo. Il giorno del suo diciottesimo compleanno sigla con i parigini un contratto stagionale di due anni.

#### Getafe
Dopo solo tre stagioni si trasferisce in Spagna unendosi al club di Getafe, il Getafe Club de Fútbol, dopo aver siglato un contratto di durata triennale. Nel mese di agosto compie il suo esordio nella Liga, durante il match contro il Levante.

#### Al-Jazira
Il 6 luglio 2013 passa all'Al-Jazira per 8.5 milioni di euro.

#### Olympique Marsiglia
Il 13 agosto 2014 si trasferisce ai francesi dell'Olimpyque Marsiglia per 4.5 milioni di euro.

### Nazionale
Nel 2010 ottiene la sua prima convocazione in Under-20 debuttando nella partita contro il Burkina Faso Under-20. Viene quindi chiamato a disputare alcune amichevoli con l'Under-23.
Convocato per i Giochi olimpici di Londra, il 26 luglio 2012 realizza la prima rete del torneo di calcio, andando a segno nella sfida contro l'Honduras.
Inoltre è stato convocato dalla Nazionale maggiore per la Coppa d'Africa 2013 giocata in Sudafrica.

## Statistiche

### Presenze e reti nei club
Statistiche aggiornate al 31 maggio 2016.
| Stagione            | Squadra             | Campionato          | Campionato | Campionato | Coppe nazionali | Coppe nazionali | Coppe nazionali | Coppe continentali | Coppe continentali | Coppe continentali | Altre coppe | Altre coppe | Altre coppe | Totale | Totale |
| Stagione            | Squadra             | Comp                | Pres       | Reti       | Comp            | Pres            | Reti            | Comp               | Pres               | Reti               | Comp        | Pres        | Reti        | Pres   | Reti   |
| ------------------- | ------------------- | ------------------- | ---------- | ---------- | --------------- | --------------- | --------------- | ------------------ | ------------------ | ------------------ | ----------- | ----------- | ----------- | ------ | ------ |
| 2007-2008           | Paris SG            | L1                  | -          | -          | -               | -               | -               | -                  | -                  | -                  | -           | -           | -           | -      | -      |
| 2008-2009           | Paris SG            | L1                  | -          | -          | -               | -               | -               | -                  | -                  | -                  | -           | -           | -           | -      | -      |
| 2009-2010           | Paris SG            | L1                  | -          | -          | -               | -               | -               | -                  | -                  | -                  | -           | -           | -           | -      | -      |
| Totale Paris SG     | Totale Paris SG     | Totale Paris SG     |            |            |                 |                 |                 |                    |                    |                    |             |             |             | 0      | 0      |
| 2010-2011           | Getafe              | PD                  | -          | -          | -               | -               | -               | -                  | -                  | -                  | -           | -           | -           | -      | -      |
| 2011-2012           | Getafe              | PD                  | 32         | 4          | CR              | 1               | 0               | -                  | -                  | -                  | -           | -           | -           | 33     | 4      |
| 2012-2013           | Getafe              | PD                  | 32         | 4          | CR              | 1               | 0               | -                  | -                  | -                  | -           | -           | -           | 33     | 4      |
| Totale Getafe       | Totale Getafe       | Totale Getafe       | 64         | 8          |                 | 2               | 0               |                    |                    |                    |             |             |             | 66     | 8      |
| 2013-2014           | Al-Jazira           | PL                  | 22         | 10         | CEA             | 4               | 1               | ACL                | 8                  | 4                  | -           | -           | -           | 34     | 15     |
| 2014-2015           | O. Marsiglia        | L1                  | 9          | 1          | CdL             | 1               | 0               | -                  | -                  | -                  | -           | -           | -           | 10     | 1      |
| 2015-2016           | O. Marsiglia        | L1                  | 24         | 1          | CF              | 5               | 0               | UEL                | 6                  | 1                  | -           | -           | -           | 35     | 2      |
| Totale O. Marsiglia | Totale O. Marsiglia | Totale O. Marsiglia | 33         | 2          |                 | 6               | 0               |                    | 6                  | 1                  |             |             |             | 45     | 3      |
| Totale carriera     | Totale carriera     | Totale carriera     | 119        | 20         |                 | 12              | 1               |                    | 14                 | 5                  |             |             |             | 145    | 26     |

### Cronologia presenze e reti in nazionale
| Cronologia completa delle presenze e delle reti in nazionale ― Marocco | Cronologia completa delle presenze e delle reti in nazionale ― Marocco | Cronologia completa delle presenze e delle reti in nazionale ― Marocco | Cronologia completa delle presenze e delle reti in nazionale ― Marocco | Cronologia completa delle presenze e delle reti in nazionale ― Marocco | Cronologia completa delle presenze e delle reti in nazionale ― Marocco | Cronologia completa delle presenze e delle reti in nazionale ― Marocco | Cronologia completa delle presenze e delle reti in nazionale ― Marocco |
| Data                                                                   | Città                                                                  | In casa                                                                | Risultato                                                              | Ospiti                                                                 | Competizione                                                           | Reti                                                                   | Note                                                                   |
| ---------------------------------------------------------------------- | ---------------------------------------------------------------------- | ---------------------------------------------------------------------- | ---------------------------------------------------------------------- | ---------------------------------------------------------------------- | ---------------------------------------------------------------------- | ---------------------------------------------------------------------- | ---------------------------------------------------------------------- |
| 29-2-2012                                                              | Marrakech                                                              | Marocco                                                                | 2 – 0                                                                  | Burkina Faso                                                           | Amichevole                                                             | -                                                                      | 86’                                                                    |
| 25-5-2012                                                              | Marrakech                                                              | Marocco                                                                | 0 – 1                                                                  | Senegal                                                                | Amichevole                                                             | -                                                                      | 46’                                                                    |
| 2-6-2012                                                               | Bakau                                                                  | Gambia                                                                 | 1 – 1                                                                  | Marocco                                                                | Qual. Mondiali 2014                                                    | -                                                                      | 46’                                                                    |
| 9-6-2012                                                               | Marrakech                                                              | Marocco                                                                | 2 – 2                                                                  | Costa d'Avorio                                                         | Qual. Mondiali 2014                                                    | -                                                                      |                                                                        |
| 16-8-2012                                                              | Rabat                                                                  | Marocco                                                                | 1 – 2                                                                  | Guinea                                                                 | Amichevole                                                             | -                                                                      | 71’                                                                    |
| 9-9-2012                                                               | Maputo                                                                 | Mozambico                                                              | 2 – 0                                                                  | Marocco                                                                | Qual. Coppa d'Africa 2013                                              | -                                                                      | 68’                                                                    |
| 13-10-2012                                                             | Marrakech                                                              | Marocco                                                                | 4 – 0                                                                  | Mozambico                                                              | Qual. Coppa d'Africa 2013                                              | 1                                                                      |                                                                        |
| 14-11-2012                                                             | Casablanca                                                             | Marocco                                                                | 0 – 1                                                                  | Togo                                                                   | Amichevole                                                             | -                                                                      | 46’                                                                    |
| 8-1-2013                                                               | Johannesburg                                                           | Zambia                                                                 | 0 – 0                                                                  | Marocco                                                                | Amichevole                                                             | -                                                                      | 46’                                                                    |
| 12-1-2013                                                              | Johannesburg                                                           | Marocco                                                                | 2 – 1                                                                  | Namibia                                                                | Amichevole                                                             | -                                                                      | 60’                                                                    |
| 19-1-2013                                                              | Johannesburg                                                           | Angola                                                                 | 0 – 0                                                                  | Marocco                                                                | Coppa d'Africa 2013                                                    | -                                                                      | 64’                                                                    |
| 23-1-2013                                                              | Durban                                                                 | Marocco                                                                | 1 – 1                                                                  | Capo Verde                                                             | Coppa d'Africa 2013                                                    | -                                                                      | 65’                                                                    |
| 27-1-2013                                                              | Durban                                                                 | Sudafrica                                                              | 2 – 2                                                                  | Marocco                                                                | Coppa d'Africa 2013                                                    | -                                                                      | 75’                                                                    |
| 24-3-2013                                                              | Dar-es-Salaam                                                          | Tanzania                                                               | 3 – 1                                                                  | Marocco                                                                | Qual. Mondiali 2018                                                    | -                                                                      | 45’ 69’                                                                |
| 8-6-2013                                                               | Marrakech                                                              | Marocco                                                                | 2 – 1                                                                  | Tanzania                                                               | Qual. Mondiali 2018                                                    | -                                                                      | 62’                                                                    |
| 15-6-2013                                                              | Marrakech                                                              | Marocco                                                                | 2 – 0                                                                  | Gambia                                                                 | Qual. Mondiali 2018                                                    | 1                                                                      | 60’                                                                    |
| 14-8-2013                                                              | Tanger                                                                 | Marocco                                                                | 1 – 2                                                                  | Burkina Faso                                                           | Amichevole                                                             | 1                                                                      |                                                                        |
| 7-9-2013                                                               | Abidjan                                                                | Costa d'Avorio                                                         | 1 – 1                                                                  | Marocco                                                                | Qual. Mondiali 2018                                                    | -                                                                      | 71’                                                                    |
| 11-10-2013                                                             | Marrakech                                                              | Marocco                                                                | 1 – 1                                                                  | Sudafrica                                                              | Amichevole                                                             | -                                                                      | 80’                                                                    |
| 5-3-2014                                                               | Tanger                                                                 | Marocco                                                                | 1 – 1                                                                  | Gabon                                                                  | Amichevole                                                             | -                                                                      | 63’                                                                    |
| 23-5-2014                                                              | Faro                                                                   | Mozambico                                                              | 0 – 4                                                                  | Marocco                                                                | Amichevole                                                             | -                                                                      | 81’                                                                    |
| 3-9-2014                                                               | Casablanca                                                             | Marocco                                                                | 0 – 0                                                                  | Qatar                                                                  | Amichevole                                                             | -                                                                      | 54’                                                                    |
| 7-9-2014                                                               | Marrakech                                                              | Marocco                                                                | 3 – 0                                                                  | Libia                                                                  | Amichevole                                                             | 1                                                                      | 71’                                                                    |
| 9-10-2014                                                              | Tangeri                                                                | Marocco                                                                | 4 – 0                                                                  | Rep. Centrafricana                                                     | Amichevole                                                             | -                                                                      | 70’                                                                    |
| 13-10-2014                                                             | Marrakech                                                              | Marocco                                                                | 3 – 0                                                                  | Kenya                                                                  | Amichevole                                                             | -                                                                      | 63’                                                                    |
| 9-10-2015                                                              | Agadir                                                                 | Marocco                                                                | 0 – 1                                                                  | Costa d'Avorio                                                         | Amichevole                                                             | -                                                                      | 62’                                                                    |
| 12-10-2015                                                             | Agadir                                                                 | Marocco                                                                | 1 – 1                                                                  | Guinea                                                                 | Amichevole                                                             | -                                                                      | 52’                                                                    |
| 12-11-2015                                                             | Agadir                                                                 | Marocco                                                                | 2 – 0                                                                  | Guinea Equatoriale                                                     | Qual. Mondiali 2018                                                    | -                                                                      | 57’                                                                    |
| Totale                                                                 |                                                                        | Presenze                                                               | 28                                                                     |                                                                        | Reti                                                                   | 4                                                                      |                                                                        |